# Harpalomimetes
Harpalomimetes is een geslacht van kevers uit de familie van de loopkevers (Carabidae). De wetenschappelijke naam van het geslacht is voor het eerst geldig gepubliceerd in 1933 door Schauberger.

## Soorten
Het geslacht Harpalomimetes omvat de volgende soorten:
- Harpalomimetes andrewesi Schauberger, 1933
- Harpalomimetes orbicollis N. Ito, 1995
- Harpalomimetes papua N.Ito, 1995
- Harpalomimetes schaubergeri Jedlicka, 1932
- Harpalomimetes shibatai Habu, 1969
- Harpalomimetes sjoestedti (Andrewes, 1926)